# Bagi Zoltán Péter
Bagi Zoltán Péter (Debrecen, 1974. december 30.) történész, levéltáros.

## Élete
Tanulmányait a Szegedi József Attila Tudományegyetemen végezte, 2007-ben PhD fokozatot az Eötvös Loránd Tudományegyetemen szerzett. Oktatott a Szegedi Tudományegyetem Közép- és Kora Újkori Magyar Történelem Tanszékén, számos szakdolgozat készült témavezetésével. A Csongrád Megyei Levéltárban kezdett dolgozni. Győr Megyei Jogú Város Levéltárának főlevéltárosa, majd igazgatója lett.
1997-1998-ban Köztársasági ösztöndíjas volt.
Főbb kutatási területei a 15 éves- és a visszafoglaló háború, a Magyar Királyság és a Német-római Birodalom kapcsolatai a 16. és a 17. században, valamint a Rákóczi-szabadságharc kutatása.

## Művei
- 2006 Plán ťažení cisársko-kráľovského vojska z roku 1595 a plány povojnového usporiadania krajiny. Vojenská história 2006/3
- 2011 A császári-királyi mezei hadsereg a tizenöt éves háborúban
- 2012 Mozaikok a Magyar Királyság 16-17. századi történelméből
- 2012 Esztergom 1543. évi ostroma. Várak - Kastélyok - Templomok 8, 18-21
- 2013 Komárom 1594. évi ostroma. Várak - Kastélyok - Templomok 9, 32-35
- 2016 Én alig vóltam erősb és rettenetesb harczon és viadalon, mint ez vala - A keresztény és az oszmán fősereg harca 1601-ben
- 2016 Nyitra és Léva visszafoglalása 1664-ben. In: Várak, kastélyok, templomok Évkönyv 2016
- 2017 Jean T' Serclaus de Tilly részvétele az 1605. évi nyugat-dunántúli harcokban. Soproni Szemle 71/3, 307-318
- 2018 Adolf von Schwarzenberg a hadvezér. Hadtörténelmi Közlemények 131/2
- 2019 Türkenlouis. Bádeni Lajos (1655-1707)
- 2020 Nicolino Candido beszámolója Tata és Gesztes 1598-as ostromáról. In: Vestigia III. Italianista tanulmányok a magyar humanizmus és a tizenöt éves háború idejéről. Budapest (tsz. Domokos György)
- 2021 The History of the Regiment of Johann von Pernstein. In: New Approaches to the Habsburg–Ottoman Diplomatic Relations. Szeged
- 2021 Beteg és sebesült vallon és francia zsoldosok ellátása Pozsonyban 1597. szeptember 11-e és november 29-e között. Kaleidoscope 11/22.
- 2021 Mercoeur herceg kürasszírjainak felfogadása 1600-ban. In: Európa elfeledett hadszíntere - A tizenöt éves háború és Magyarország (1591–1606)
- 2021 A muster-list from town Krupina from year 1559. Acta Historica Neosoliensia 24/2, 99-111
- 2022 Ferdinand Graf von Hardegg I. Győr
- 2022 Győri céhes kiváltságlevelek a 16-18. századból II. (tszerk. Kiss Borbála)
- 2024 A végek dicsérete - Komárom a Fuggerzeitungokban I. (1568. május 6. - 1594. október 3.). Komárom
- 2024 Adalékok Győr 1594. évi ostromához. In: Kordé Zoltán - Tóth Hajnalka (szerk.): Etelköztől Mezőkeresztesig - Ünnepi tanulmányok Tóth Sándor László 70. születésnapjára.
- Magyarország hadtörténete II.